# (55221) Nancynoblitt
(55221) Nancynoblitt – planetoida z pasa głównego asteroid okrążająca Słońce w ciągu 5,59 lat w średniej odległości 3,15 j.a. Odkrył ją Chris Wolfe 11 września 2001 roku w Terre Haute. Nazwa planetoidy pochodzi od Nancy Noblitt (ur. 1951), która wspierała Rose-Hulman Oakley Observatory – obserwatorium, w którym planetoida ta została odkryta.